# 중앙직할시

베트남의 중앙직할시

중앙직할시(中央直轄市, 베트남어: Thành phố trực thuộc Trung ương / 城舗直屬中央)는 베트남의 행정 구역 단위로 성(省)과 동등한 지위를 갖는 행정 구역이다. 현재 베트남에는 하노이, 호찌민, 다낭, 후에, 하이퐁, 껀터 6개 도시가 중앙직할시로 지정되어 있다. 대한민국의 광역시와 비슷한 개념이다.
중앙직할시는 다시 제2급 행정 계층 단위인 군(베트남어: Quận / 郡), 현(베트남어: Huyện / 縣)으로 나눠진다. 꽌은 도시에, 후예는 시골 지역에 적용이 되며, 각각 대한민국의 구(區)와 군(郡)의 개념과 유사하다.

## 하노이
하노이는 베트남 사회주의공화국의 수도로, 홍강 삼각주에 있다. 인구는 8,587,141명이다 (2023년). 오랜 역사를 지닌 도시로, 베트남 역대 왕조는 이곳에 수도를 두었고, 프랑스도 식민지기간에 이곳에 통킹 지방의 행정청을 두었다. 1945년부터는 베트남 민주공화국의 수도가 되었고, 1976년 통일 베트남의 수도가 되었다.

## 호찌민시
호찌민시는 베트남에서 가장 큰 도시로 메콩강 하구 삼각주에 자리하고 있다. 16세기에 베트남인에게 정복되기 전에는 프레이 노코르란 이름의 캄보디아의 주요 항구였다. 사이공(베트남어: Sài Gòn, 柴棍, 西貢 시곤, 서공)이란 이름으로 프랑스 식민지인 코친차이나와 그 후의 독립국인 남베트남(1954년~1976년)의 수도이기도 했다. 1975년에 사이공은 호찌민 시로 이름이 바뀌었다. (그러나 여전히 “사이공”이 많이 쓰인다.) 시 중심부는 사이공강의 강둑에 놓여 있고, 남중국해로부터 60킬로미터 떨어져 있다.

## 하이퐁
하이퐁은 베트남에서 3번째로 인구가 많은 도시이다. 하노이로부터 약 100km 떨어져 있으며, 하이퐁은 베트남 북부 지역의 주요 항구도시이기도 하다.

## 다낭
다낭은 베트남 남중부 지역 최대의 상업 도시이자, 남중국해와 맞닿은 항구 도시로 베트남에서 네 번째로 큰 도시이다. 다낭의 역사는 약 300년 정도 거슬러 올라간다. 베트남의 문화가 존재한 4천 년에 비하면 비교적 신생 지역이라 할 수 있다. 고대에는 참족의 중요 거점으로 번영을 누렸고 1847년 세실 장군이 파견한 프랑스 배가 로마 가톨릭 선교사의 박해에 대한 보복으로 다낭을 폭격하였다. 1858년 8월, 나폴레옹 3세의 명령에 따라 프랑스 군대가 상륙하여 이 지역을 식민지배하기 시작하였다. 이때부터 다낭은 투란(프랑스어: Tourane)이라고 불렸다. 다낭은 프랑스령 인도차이나의 5대 도시의 하나가 되었다. 베트남 전쟁 당시, 다낭은 남베트남군과 미군의 주요한 공군 기지로 활용되었다. 그때부터 다낭의 인구는 1백만 명이 넘게 증가하였다. 1968년 후에 전투의 여파로 후에에서 많은 사람이 다낭으로 피신하였다. 1997년 이전에 다낭은 꽝남-다낭 성의 일부였다가, 1997년 1월 1일 베트남의 네 번째 중앙직할시가 되면서 꽝남성과 분리되었다.

## 껀터
껀터는 인구 1,235,171(2019년)을 가진 베트남 남부의 메콩강 삼각주 최대의 도시로 중앙직할시이다. 메콩강 최대의 지류인 하우 강 남안에 있으며, 베트남 최대의 도시인 호찌민시에서 서쪽으로 약 160km에 위치한다. 열대몬순기후대에 속하며, 우기와 건기를 가진다. 우기는 5월부터 11월이며, 건기는 12월부터 4월이다. 연간 평균 습도는 83%, 연간 평균 강수량은 1,635mm, 연간 평균 기온은 섭씨 27도이다. 인접한 성으로는 안장성, 허우장성, 끼엔장성, 빈롱성 그리고 동탑성이 있다.

## 후에
수도 하노이와는 540 km, 베트남 최대도시인 호찌민시와는 644km의 거리에 위치해 후에. 2024년 11월 30일에 베트남 국회는 2025년 1월 1일을 기해 트어티엔후에성 전체를 기반으로 하여 후에 중앙직할시를 설립하는 결의안을 투표로 통과시켰다. 이에 따라 트어티엔후에성의 성도였던 후에 성할시는 투언호아군과 푸쑤언군으로 분할되었고, 퐁디엔현은 퐁디엔 시사로 개편되었으며, 남동현은 푸록현에 편입되었다.

## 현황
| 이름     | 베트남어              | 지방          | 인구 (2019년) | 밀도 (/km2) | 넓이 (km2) | 행정 구역 |
| -------- | --------------------- | ------------- | ------------- | ----------- | ---------- | --------- |
| 하노이시 | Thủ đô Hà Nội         | 홍강 삼각주   | 8,053,663     | 2,397       | 3,359.8    | 보기      |
| 호찌민시 | Thành phố Hồ Chí Minh | 베트남 남동부 | 8,993,082     | 4,293       | 2,095      | 보기      |
| 껀터시   | Thành phố Cần Thơ     | 메콩강 삼각주 | 1,235,171     | 858         | 1,439.2    | 보기      |
| 다낭시   | Thành phố Đà Nẵng     | 베트남 중남부 | 1,134,310     | 882         | 1,285.5    | 보기      |
| 하이퐁시 | Thành phố Hải Phòng   | 홍강 삼각주   | 2,028,514     | 1,328       | 1,527.4    | 보기      |
| 후에     | Thành phố Huế         | 베트남 중남부 | 1,128,620     | 225         | 5,009      | 보기      |

## 하위 행정 계층
중앙직할시에는 도시 지역인 꾸은(郡)과 시골 지역인 후옌(縣) 그리고 중소규모의 시에 해당하는 티싸(市社)로 다시 나눠진다.
| 2단계 행정 단위     | 3단계 행정 단위       |
| ------------------- | --------------------- |
| 꽌 (quận, 郡)       | - 프엉(坊)            |
| 후옌 (huyện, 縣)    | - 티쩐(市鎭) - 싸(社) |
| 티싸 (thị xã, 市社) | - 프엉(坊) - 싸(社)   |

## 같이 보기
- 베트남의 행정 구역

1. ↑  “Hà Nội: Đạt và vượt 7/7 chỉ tiêu đề ra trong công tác dân số”. 《chinhsachcuocsong.vnanet.vn》 (베트남어). 2024년 11월 2일에 확인함.
2. 1 2  “Cần Thơ đang trong thời kỳ “dân số vàng”” (베트남어). 2024년 11월 2일에 확인함.
3. ↑  Nghị quyết số 175/2024/QH15 của Quốc hội về việc thành lập thành phố Huế trực thuộc trung ương
4. ↑  “Hà Nội: Kết quả sơ bộ Tổng điều tra Dân số và Nhà ở năm 2019” (베트남어). 2024년 11월 2일에 확인함.
5. ↑  dieutradanso.gso.gov.vn. “TPHCM công bố kết quả sơ bộ “Tổng điều tra dân số và nhà ở năm 2019””. 2024년 11월 2일에 확인함.
6. ↑  “Hiện trạng dân số, lao động”. 2024년 11월 2일에 확인함.
7. ↑  Phòng, Cục Thống kê thành phố Hải (2020년 3월 15일). “Dân số thành phố Hải Phòng thời điểm 0 giờ ngày 01/4/2019 là 2.028.514 người” (베트남어). 2024년 11월 2일에 확인함.